# Памятник морякам Азовской военной флотилии (Таганрог)
Памятник морякам Азовской военной флотилии  — памятник в городе Таганроге Ростовской области. Торжественно открыт 7 мая 1975 года на площади Морского вокзала.

## История и описание
Памятник морякам Азовской военной флотилии находится в историческом центре города Таганрога, в районе морского порта, и представляет собой катер-тральщик поднятый на постамент в виде морской волны.
В годы Великой Отечественной войны город Таганрог пережил 680 дней немецкой оккупации. С октября 1941 по июль 1942 года в соседнем Азове находился отдельный Донской отряд Азовской военной флотилии. Отряд оборонял устье Дона и побережье Таганрогского залива. В составе Донского отряда действовали: бронепоезд № 10 «За Родину», речные канонерские лодки, дивизион сторожевых катеров, береговая батарея № 661, 40-й отдельный артиллерийский дивизион. Среди моряков Отдельного Донского отряда, до февраля 1943 года, воевал Герой Советского Союза Цезарь Куников, погибший на «Малой земле».
30 августа 1943 года моряки Азовской военной флотилии высадили в районе Таганрога морской десант. Действуя на малотоннажных кораблях вдоль берега Таганрогского залива, моряки способствовали освобождению города.
В годы войны около 1500 моряков Азовской военной флотилии были награждены орденами и медалями. Среди них были Герои Советского Союза.
В честь подвига моряков, в Таганроге, 7 мая 1975 года, на железобетонный постамент был установлен подлинный катер-тральщик типа Я-5, бортовой номер 772.
Катер был построен на Ярославском заводе как миномётный, и в сентябре 1942 года вступил в строй Волжской военной флотилии, приняв участие в Сталинградской битве. Позднее в составе Днепровской военной флотилии катер участвовал в освобождении Киева, а в составе Пинской военной флотилии — в освобождении Белоруссии. За время ведения боевых действий катер успел получить 17 повреждений. Летом 1944 года Я-5 был переоборудован в катер-тральщик, получил № 772 и принял участие в очистке акватории Черного моря от мин. В августе 1953 года судно было передано в распоряжение Таганрогской морской школы ДОСААФ, на нем обучались практическим навыкам будущие моряки.
Официальное открытие памятника состоялось 9 мая 1975 года и было приурочено к тридцатилетию окончания Великой Отечественной войны.
На постаменте закреплена аннотационная доска с надписью: «Морякам – участникам боёв за Таганрог в Великой Отечественной войне 1941–1945 гг. от благодарных таганрожцев. Май 1975 года».

Фотографии памятника
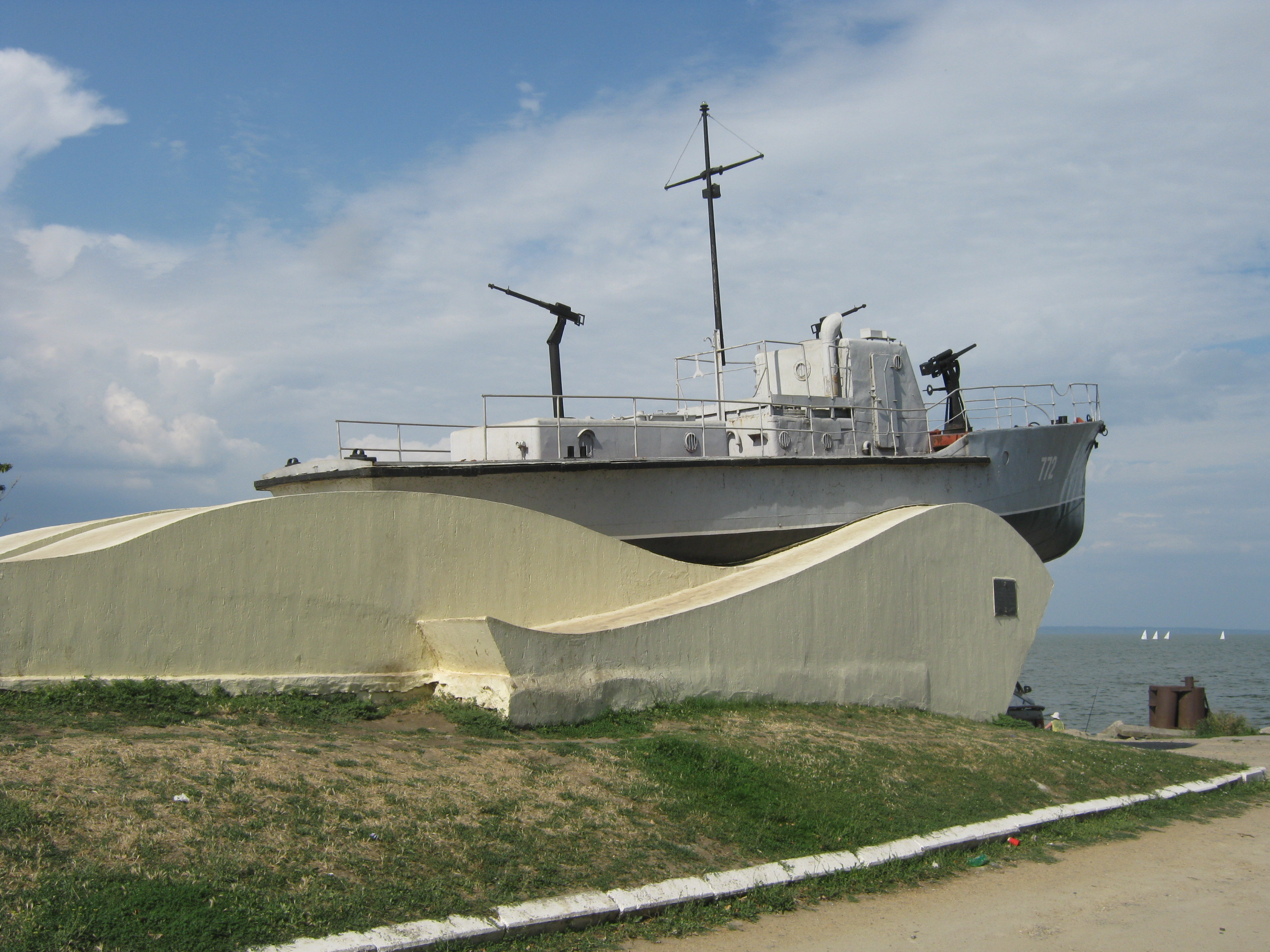
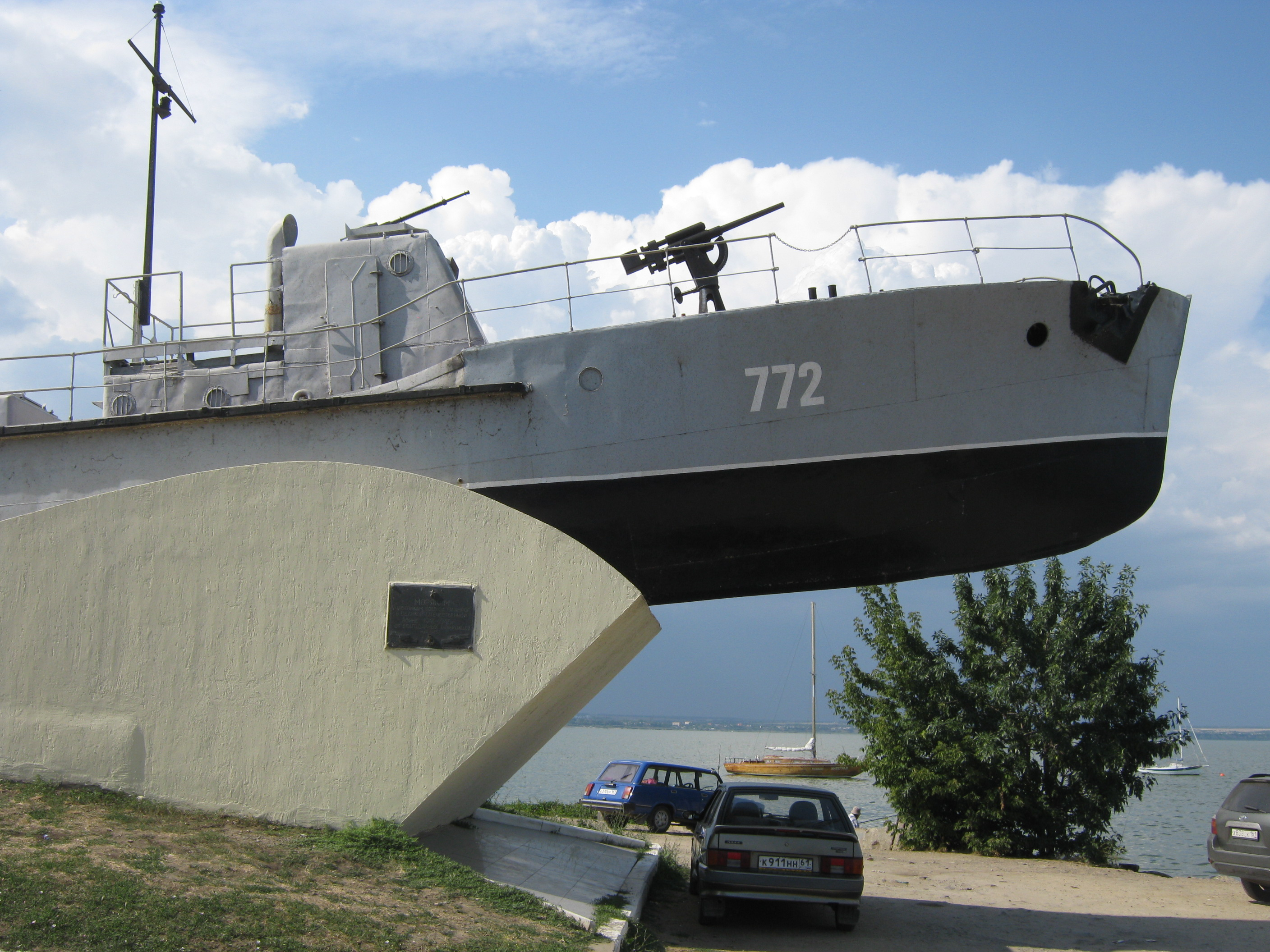
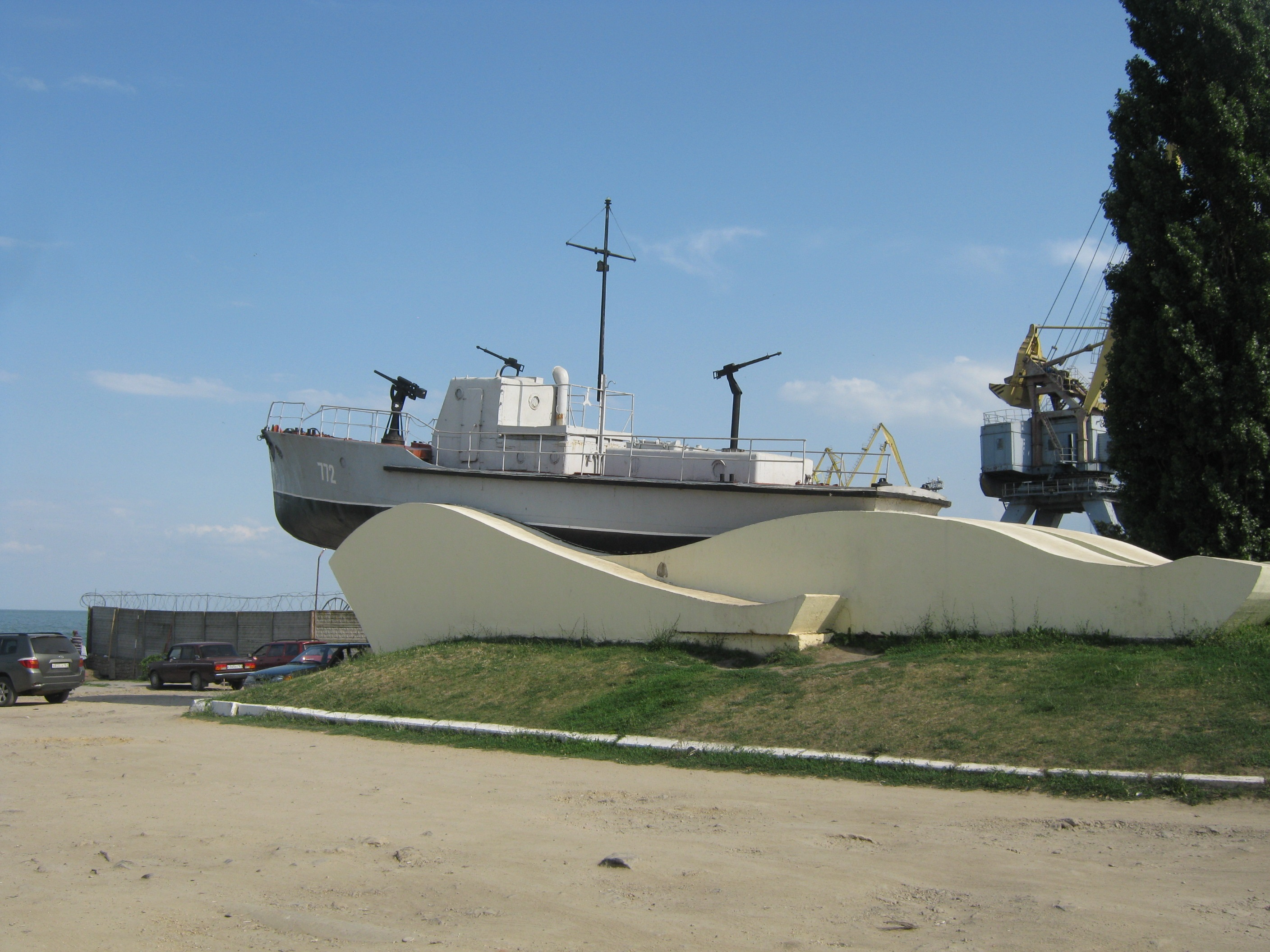
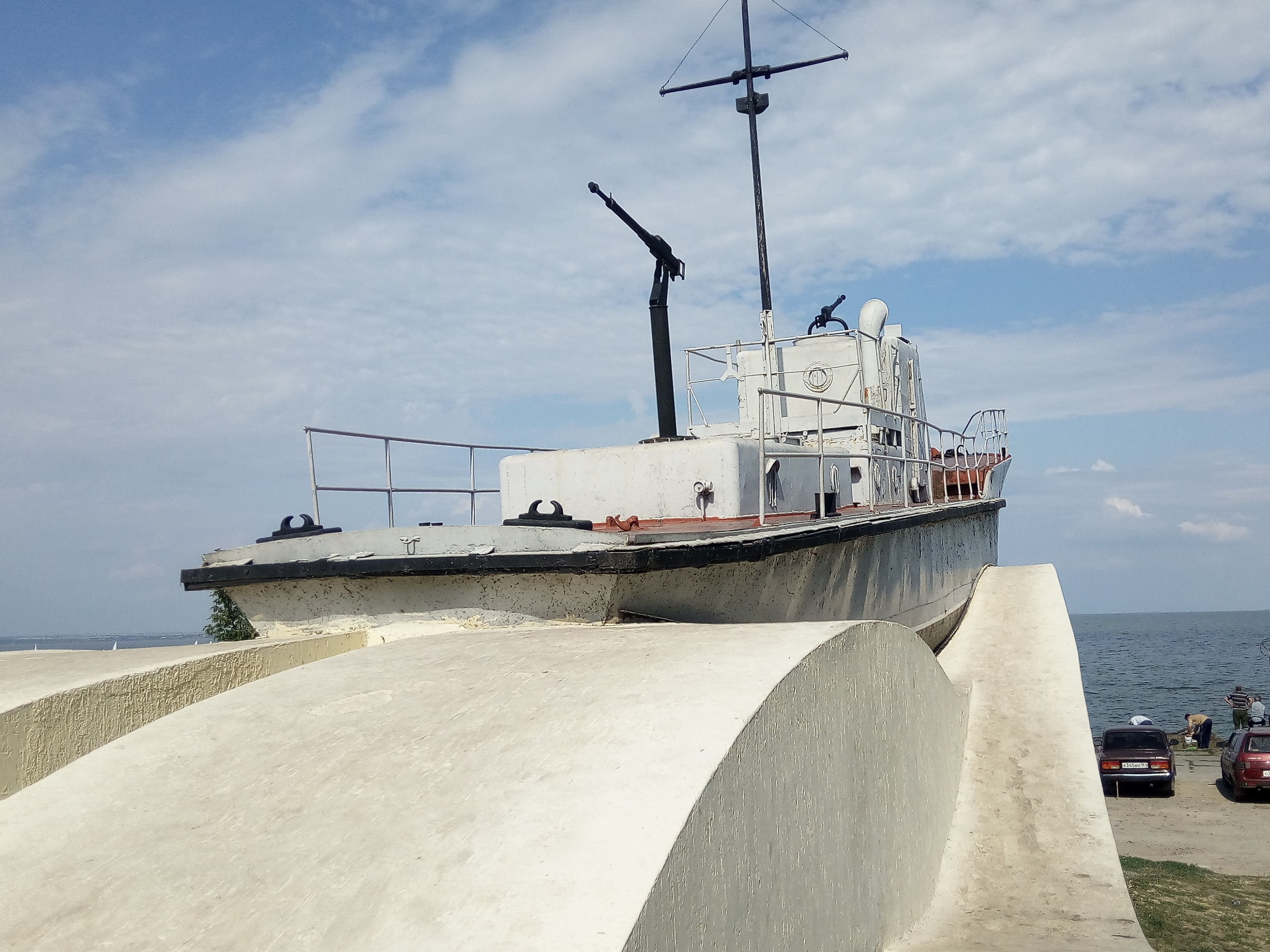
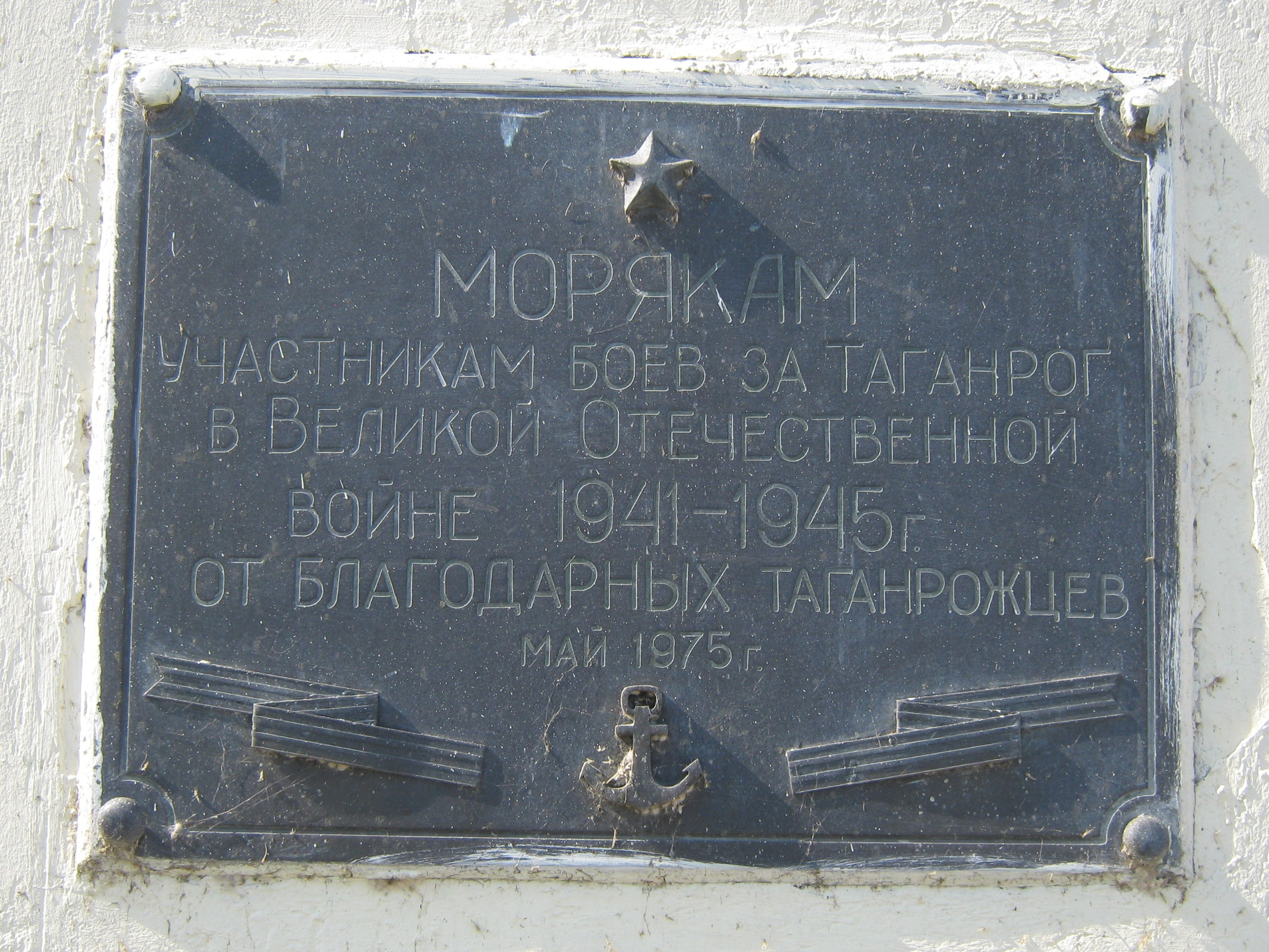